# Allium isauricum
Allium isauricum är en amaryllisväxtart som beskrevs av Hub.-mor. och Per Erland Berg Wendelbo. Allium isauricum ingår i släktet lökar, och familjen amaryllisväxter. Inga underarter finns listade i Catalogue of Life.